# استودان بنی یکه
استودان بنی یکه مربوط به دوره ساسانیان است و در شهرستان مرودشت، بخش درودزن، روستای بنی یکه واقع شده و این اثر در تاریخ ۲۲ مرداد ۱۳۸۴ با شمارهٔ ثبت ۱۳۳۳۳ به‌عنوان یکی از آثار ملی ایران به ثبت رسیده است.